# Grille de Saint-Cloud
La grille de Saint-Cloud est une voie située dans le 16e arrondissement de Paris, en France.

## Situation et accès
La voie est située au sud-ouest du bois de Boulogne, marquant la limite entre Paris et Boulogne-Billancourt. Elle longe la Seine ; de l'autre côté de la rive se trouve la commune de Saint-Cloud.